# Luis Daniel González
Luis Daniel González Cova (Cariaco, Venezuela; 22 de diciembre de 1990), conocido como Cariaco González, es un futbolista venezolano que juega como Mediocampo en el Deportivo Táchira de primera división  de  Venezuela. También ha disputado algunos partidos con la Selección de fútbol de Venezuela.

## Trayectoria

### Monagas S.C.

#### Torneo Clausura 2016
Para el Torneo Clausura de 2016 se incorpora jugando con el Monagas SC hasta la actualidad. Fue cedido por Mineros de Guayana por tres años. El 16 de julio del mismo año, logra su primer gol y victoria con el Monagas Sport Club, antes Estudiantes de Mérida. Ante el Deportivo Táchira, anotó el primer gol del encuentro, el 31 de julio de 2016. Para el 25 de septiembre de 2016, logró concretar dos goles ante el Atlético Venezuela, dando la victoria al Monagas SC. Luego el 28 de septiembre de 2016, concreta el último gol del partido ante Ureña SC, la cual terminó 4 a 1.

#### Torneo Apertura 2017
El 25 de febrero de 2017, concreta un triplete ante Mineros de Guayana, el primer gol de penal y los dos últimos en menos de 5 minutos, para dar la victoria 4 a 3 al Monagas Sport Club. En el encuentro ante el Portuguesa FC, logró ejecutar un gol, para dar victoria al Monagas 2 por 0, el 5 de marzo de 2017. Para el 23 de abril, anotó un gol ante el JBL del Zulia, sin embargo no logró la victoria para su equipo, finalizando 2 a 1 del Monagas. Se puede añadir, que Luis anotó un gol en el Estadium Monumental de Maturín, ante el conjunto de Metropolitanos dando victoria al Monagas 4 a 1, el 14 de mayo de 2017.
Participó el 27 de febrero de 2018 en el encuentro ante el Cerro Porteño de Paraguay en la primera fase de la Copa Libertadores 2018, donde el Monagas SC fue derrotado 2 a 0.

### Atlético Junior
El 29 de junio de 2019 fue presentado como nuevo refuerzo de Junior. Llegó procedente de Deportes Tolima. Para el Torneo Finalización 2019 Junior volvió a disputar la final del campeonato, pero terminó siendo derrotado por América de Cali el 7 de diciembre. El 11 de septiembre de 2020  Cariaco ganó su primer título con el club, Junior ganó la Superliga de Colombia 2020 tras derrotar 0-2 a América de Cali en Cali. El 20 de septiembre anotó su segundo gol en el equipo, en la victoria de Junior 2-1 sobre Rionegro Águilas.

## Selección nacional
Jugó con la Selección de Venezuela en un partido amistoso contra Costa Rica el 2 de febrero de 2016, en una victoria por la mínima. El 10 de noviembre debuta en las eliminatorias mundialistas en la goleada 5 por 0 sobre Bolivia.
El 7 de septiembre de 2018 vuelve a jugar frente a la Selección Colombia en la derrota 2-1.

### Participaciones en Eliminatorias al Mundial
| Eliminatorias                 | Resultado | Partidos | Goles |
| ----------------------------- | --------- | -------- | ----- |
| Eliminatorias Mundial de 2018 | 10° lugar | 2        | 0     |
| Eliminatorias Mundial de 2022 | 10° lugar | 3        | 0     |

## Estadísticas

### Clubes
| Club                            | Temporada           | Liga  | Liga  | Liga   | Copas nacionales | Copas nacionales | Copas nacionales | Torneos internacionales | Torneos internacionales | Torneos internacionales | Total | Total | Total  |
| Club                            | Temporada           | Part. | Goles | Asist. | Part.            | Goles            | Asist.           | Part.                   | Goles                   | Asist.                  | Part. | Goles | Asist. |
| ------------------------------- | ------------------- | ----- | ----- | ------ | ---------------- | ---------------- | ---------------- | ----------------------- | ----------------------- | ----------------------- | ----- | ----- | ------ |
| Caracas · Venezuela             | 2010-11             | 9     | 0     | 0      | —                | —                | —                | 1                       | 0                       | 0                       | 10    | 0     | 0      |
| Caracas · Venezuela             | 2011-12             | 19    | 1     | 0      | —                | —                | —                | 2                       | 0                       | 0                       | 21    | 1     | 0      |
| Caracas · Venezuela             | 2012-13             | 19    | 0     | 0      | —                | —                | —                | 1                       | 0                       | 0                       | 20    | 0     | 0      |
| Caracas · Venezuela             | 2013-14             | 31    | 8     | 0      | —                | —                | —                | 2                       | 0                       | 0                       | 33    | 8     | 0      |
| Caracas · Venezuela             | 2014                | 14    | 1     | 0      | —                | —                | —                | 4                       | 0                       | 0                       | 18    | 1     | 0      |
| Caracas · Venezuela             | Total               | 92    | 10    | 0      | 0                | 0                | 0                | 10                      | 0                       | 0                       | 102   | 10    | 0      |
| Deportivo La Guaira · Venezuela | 2015                | 12    | 1     | 0      | —                | —                | —                | —                       | —                       | —                       | 12    | 1     | 0      |
| Deportivo La Guaira · Venezuela | Total               | 12    | 1     | 0      | -                | -                | -                | -                       | -                       | -                       | 12    | 1     | 0      |
| Mineros de Guayana · Venezuela  | 2015                | 21    | 3     | 0      | 2                | 0                | 0                | —                       | —                       | —                       | 23    | 3     | 0      |
| Mineros de Guayana · Venezuela  | 2016                | 15    | 0     | 3      | —                | —                | —                | —                       | —                       | —                       | 15    | 0     | 3      |
| Mineros de Guayana · Venezuela  | Total               | 36    | 3     | 3      | 2                | 0                | 0                | 1                       | 0                       | 0                       | 38    | 3     | 3      |
| Monagas · Venezuela             | 2016                | 21    | 7     | 10     | 2                | 0                | 0                | —                       | —                       | —                       | 23    | 7     | 10     |
| Monagas · Venezuela             | 2017                | 24    | 10    | 7      | —                | —                | —                | —                       | —                       | —                       | 24    | 10    | 7      |
| Monagas · Venezuela             | 2018                | 15    | 0     | 4      | —                | —                | —                | 6                       | 0                       | 1                       | 21    | 0     | 5      |
| Monagas · Venezuela             | Total               | 60    | 17    | 21     | 2                | 0                | 0                | 6                       | 0                       | 1                       | 68    | 17    | 22     |
| Dallas Estados Unidos           | 2017                | 2     | 0     | 0      | —                | —                | —                | —                       | —                       | —                       | 2     | 0     | 0      |
| Dallas Estados Unidos           | Total               | 2     | 0     | 0      | 0                | 0                | 0                | 0                       | 0                       | 0                       | 2     | 0     | 0      |
| Deportes Tolima · Colombia      | F-2018              | 17    | 1     | 7      | —                | —                | —                | —                       | —                       | —                       | 17    | 1     | 7      |
| Deportes Tolima · Colombia      | A-2019              | 21    | 6     | 3      | 2                | 0                | 1                | 8                       | 0                       | 0                       | 31    | 6     | 4      |
| Deportes Tolima · Colombia      | Total               | 38    | 7     | 10     | 2                | 0                | 1                | 8                       | 0                       | 0                       | 48    | 7     | 11     |
| Junior · Colombia               | F-2019              | 22    | 1     | 1      | 2                | 0                | 0                | —                       | —                       | —                       | 24    | 1     | 1      |
| Junior · Colombia               | 2020                | 16    | 3     | 1      | 2                | 0                | 0                | 8                       | 0                       | 0                       | 26    | 3     | 1      |
| Junior · Colombia               | 2021                | 34    | 9     | 4      | 2                | 0                | 0                | 9                       | 1                       | 1                       | 45    | 10    | 5      |
| Junior · Colombia               | 2022                | 36    | 12    | 2      | 5                | 0                | 2                | 5                       | 1                       | 0                       | 46    | 13    | 4      |
| Junior · Colombia               | 2023                | 40    | 9     | 5      | 1                | 1                | 0                | 1                       | 0                       | 0                       | 42    | 10    | 5      |
| Junior · Colombia               | 2024                | 33    | 2     | 4      | 2                | 0                | 0                | 4                       | 0                       | 0                       | 39    | 2     | 4      |
| Junior · Colombia               | 2025                | 14    | 2     | 1      | -                | -                | -                | 1                       | 0                       | 1                       | 15    | 2     | 2      |
| Junior · Colombia               | Total               | 195   | 38    | 18     | 14               | 1                | 2                | 28                      | 2                       | 2                       | 237   | 41    | 22     |
| Deportivo Táchira · Venezuela   | 2025                | 2     | 2     | 0      | —                | —                | —                | —                       | —                       | —                       | 2     | 2     | 0      |
| Deportivo Táchira · Venezuela   | Total               | 2     | 2     | 0      | -                | -                | -                | -                       | -                       | -                       | 2     | 2     | 0      |
| Total en su carrera             | Total en su carrera | 437   | 78    | 52     | 20               | 1                | 3                | 53                      | 2                       | 3                       | 510   | 81    | 58     |
| 1.                              |                     |       |       |        |                  |                  |                  |                         |                         |                         |       |       |        |

### Selección
| Selección | Año   | Amistosos | Amistosos | Amistosos | Mundial | Mundial | Mundial | Continental | Continental | Continental | Total | Total | Total |
| Selección | Año   | Part.     | Goles     | Asis.     | Part.   | Goles   | Asis.   | Part.       | Goles       | Asis.       | Part. | Goles | Asis. |
| --------- | ----- | --------- | --------- | --------- | ------- | ------- | ------- | ----------- | ----------- | ----------- | ----- | ----- | ----- |
| Absoluta  | 2016  | 1         | 0         | 0         | —       | —       | —       | 2           | 0           | 0           | 3     | 0     | 0     |
| Absoluta  | 2017  | —         | —         | —         | —       | —       | —       | —           | —           | —           | 0     | 0     | 0     |
| Absoluta  | 2018  | 4         | 0         | 1         | —       | —       | —       | —           | —           | —           | 4     | 0     | 1     |
| Absoluta  | 2019  | —         | —         | —         | —       | —       | —       | —           | —           | —           | 0     | 0     | 0     |
| Absoluta  | 2020  | —         | —         | —         | —       | —       | —       | —           | —           | —           | 0     | 0     | 0     |
| Absoluta  | 2021  | —         | —         | —         | —       | —       | —       | 2           | 0           | 0           | 2     | 0     | 0     |
| Absoluta  | 2022  | —         | —         | —         | —       | —       | —       | 1           | 0           | 0           | 1     | 0     | 0     |
| Absoluta  | Total | 5         | 0         | 1         | —       | —       | —       | 5           | 0           | 0           | 10    | 0     | 1     |
| Total     | Total | 5         | 0         | 1         | 0       | 0       | 0       | 5           | 0           | 0           | 10    | 0     | 1     |

## Palmarés
| Título                | Equipo  | País      | Año  |
| --------------------- | ------- | --------- | ---- |
| Copa Venezuela        | Caracas | Venezuela | 2013 |
| Torneo Apertura       | Monagas | Venezuela | 2017 |
| Primera División      | Monagas | Venezuela | 2017 |
| Superliga de Colombia | Junior  | Colombia  | 2020 |
| Torneo Finalización   | Junior  | Colombia  | 2023 |